# Callabraxas maculata
Callabraxas maculata là một loài bướm đêm trong họ Geometridae.